# Rallye Croix du Sud

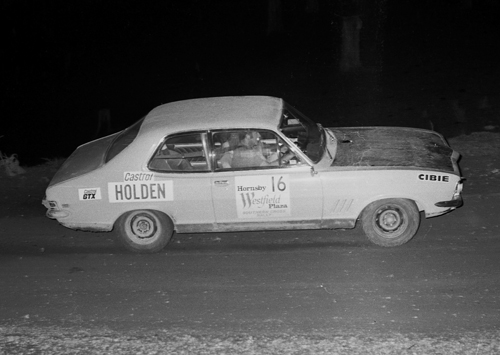
Les double vainqueurs Barry Ferguson et Dave Johnson, sur Torana GTR XU-1 du Holden Dealer Team durant l'édition de 1970.

Le Rallye Croix du Sud (ou Southern Cross rally) était une compétition internationale australienne renommée, organisée durant 15 ans dans la région de Port Macquarie (Nouvelle-Galles du Sud).
Elle attira de nombreuses marques automobiles planétaires, et quelques-uns des meilleurs pilotes de rallyes mondiaux, dont Björn Waldegård, Stig Blomqvist, Ari Vatanen (dernière édition de 1980, sur Ford Escort BDA), Hannu Mikkola, Timo Mäkinen, Shekhar Mehta, et Paddy Hopkirk.
L'écossais Andrew Cowan (double vainqueur du Rallye-marathon Londres-Sydney) reste le recordman définitif de l'épreuve, avec six victoires (dont cinq consécutives).
La course cessa en 1981, faute de moyens financiers suffisants.

## Palmarès
| Année | Pilote         | Copilote         | Voiture                    |
| ----- | -------------- | ---------------- | -------------------------- |
| 1966  | Harry Firth    | Graham Hoinville | Ford Cortina GT            |
| 1967  | Barry Ferguson | Dave Johnson     | Volkswagen Beetle          |
| 1968  | John Keran     | Peter Meyer      | Volvo 142S                 |
| 1969  | Andrew Cowan   | Dave Johnson     | Austin 1800                |
| 1970  | Barry Ferguson | Dave Johnson     | Holden Torana GTR XU-1     |
| 1971  | Colin Bond     | George Shepheard | Holden Torana GTR XU-1     |
| 1972  | Andrew Cowan   | John Bryson      | Mitsubishi Galant          |
| 1973  | Andrew Cowan   | John Bryson      | Mitsubishi Lancer 1600 GSR |
| 1974  | Andrew Cowan   | John Bryson      | Mitsubishi Lancer 1600 GSR |
| 1975  | Andrew Cowan   | Fred Gocentas    | Mitsubishi Lancer 1600 GSR |
| 1976  | Andrew Cowan   | Fred Gocentas    | Mitsubishi Lancer 1600 GSR |
| 1977  | Rauno Aaltonen | Jeff Beaumont    | Datsun 710                 |
| 1978  | George Fury    | Monty Suffern    | Datsun Stanza              |
| 1979  | George Fury    | Monty Suffern    | Datsun Stanza              |
| 1980  | Ross Dunkerton | Jeff Beaumont    | Datsun Stanza              |

## Référence
- Australian Competition Yearbook, 1977.